# Complotto (film)
Complotto (Die Verschwörung zu Genua) è un film del 1921 diretto da Paul Leni. Si ispira al dramma La congiura di Fiesco a Genova di Friedrich Schiller ed è interpretato da alcuni dei nomi più noti della scena tedesca.

## Produzione
Il film fu prodotto dalla Gloria-Film GmbH.

## Distribuzione
Il 25 febbraio 1921, il film fu presentato in prima a Berlino. In Danimarca, prese il titolo Sammensværgelsen i Genua; in Ungheria, dove fu distribuito il 22 ottobre 1921, quello di Génua hercege. In Italia, distribuito dalla Gloria, ottenne un visto "con riserva" nel settembre 1922.

### Censura
In Italia, il visto di censura riporta le seguenti note:
I. Nella 1ª parte dalla didascalia: "Andrò nel lupanare, lì conosco un moro..., ecc.", eliminare le parole: "Andrò nel lupanare", come pure dovrà essere eliminata da qualsiasi altra didascalia la parola "lupanare". II. Alla fine della 3ª parte sopprimere tutte le scene e relative didascalie della tortura del moro e della di lui tentata impiccagione, dalla didascalia: "La tortura gli caverà bene la rivelazione... ecc." fino a: "Giannettino l'ha pagato". III. Nella 4ª parte sopprimere le scene del lupanare in cui si vedono usanze, costumi o atteggiamenti di prostitute che vanno dalla didascalia: "Affrettati, la carrozza di Lomellino si avvicina", alla didascalia: "Lo stratagemma del moro...". IV. Al principio della 6ª parte dalla rispettiva didascalia eliminare le parole: "Dei gran signori", nonché sopprimere la scena dello strangolamento di Giannettino. (settembre 1922)

Testo riportato da Italiataglia.